# Збірна Польщі з гандболу
Польська чоловіча збірна з гандболу контролюється Федерацією Польщі з гандболу (Związek Piłki Ręcznej w Polsce) і представляє Польщу на міжнародних змаганнях.

## Міжнародні змагання
Чемпіони       Фіналісти       Третє місце       Четверте місце  

### Олімпійські ігри
| Рік                            | Місце              | І                  | В                  | Н                  | П                  | ГЗ                 | ГП                 |                    |
| ------------------------------ | ------------------ | ------------------ | ------------------ | ------------------ | ------------------ | ------------------ | ------------------ | ------------------ |
| 1936 Берлін                    | Не брали участь    | Не брали участь    | Не брали участь    | Не брали участь    | Не брали участь    | Не брали участь    | Не брали участь    |                    |
| Не брали участь з 1948 по 1968 |                    |                    |                    |                    |                    |                    |                    |                    |
| 1972 Мюнхен                    | 10                 | 5                  | 2                  | 1                  | 2                  | 75                 | 78                 |                    |
| 1976 Монреаль                  | 3                  | 5                  | 4                  | 0                  | 1                  | 101                | 89                 |                    |
| 1980 Москва                    | 7                  | 6                  | 3                  | 1                  | 2                  | 146                | 119                |                    |
| 1984 Лос-Анджелес              | Не брали участь    | Не брали участь    | Не брали участь    | Не брали участь    | Не брали участь    | Не брали участь    | Не брали участь    |                    |
| 1988 Сеул                      | Не кваліфікувалися | Не кваліфікувалися | Не кваліфікувалися | Не кваліфікувалися | Не кваліфікувалися | Не кваліфікувалися | Не кваліфікувалися |                    |
| 1992 Барселона                 | Не кваліфікувалися | Не кваліфікувалися | Не кваліфікувалися | Не кваліфікувалися | Не кваліфікувалися | Не кваліфікувалися | Не кваліфікувалися |                    |
| 1996 Атланта                   | Не кваліфікувалися | Не кваліфікувалися | Не кваліфікувалися | Не кваліфікувалися | Не кваліфікувалися | Не кваліфікувалися | Не кваліфікувалися |                    |
| 2000 Сідней                    | Не кваліфікувалися | Не кваліфікувалися | Не кваліфікувалися | Не кваліфікувалися | Не кваліфікувалися | Не кваліфікувалися | Не кваліфікувалися |                    |
| 2004 Афіни                     | Не кваліфікувалися | Не кваліфікувалися | Не кваліфікувалися | Не кваліфікувалися | Не кваліфікувалися | Не кваліфікувалися | Не кваліфікувалися |                    |
| 2008 Пекін                     | 5                  | 8                  | 5                  | 1                  | 2                  | 235                | 214                |                    |
| 2012 Лондон                    | Не кваліфікувалися | Не кваліфікувалися | Не кваліфікувалися | Не кваліфікувалися | Не кваліфікувалися | Не кваліфікувалися | Не кваліфікувалися |                    |
| 2016 Ріо-де-Жанейро            | 4                  | 8                  | 3                  | 0                  | 5                  | 222                | 227                |                    |
| 2020 Токіо                     | Не кваліфікувалися | Не кваліфікувалися | Не кваліфікувалися | Не кваліфікувалися | Не кваліфікувалися | Не кваліфікувалися | Не кваліфікувалися | Не кваліфікувалися |
| 2024 Париж                     | Не кваліфікувалися | Не кваліфікувалися | Не кваліфікувалися | Не кваліфікувалися | Не кваліфікувалися | Не кваліфікувалися | Не кваліфікувалися | Не кваліфікувалися |
| Загалом                        | 5                  | 32                 | 17                 | 3                  | 12                 | 779                | 727                |                    |

### Чемпіонат світу
| Чемпіонат світу | Чемпіонат світу    | Чемпіонат світу    | Чемпіонат світу    | Чемпіонат світу    | Чемпіонат світу    | Чемпіонат світу    | Чемпіонат світу    | Чемпіонат світу |
| Рік             | Місце              | І                  | В                  | Н                  | П                  | ГЗ                 | ГП                 |                 |
| --------------- | ------------------ | ------------------ | ------------------ | ------------------ | ------------------ | ------------------ | ------------------ | --------------- |
| 1938            | Не брали участь    | Не брали участь    | Не брали участь    | Не брали участь    | Не брали участь    | Не брали участь    | Не брали участь    |                 |
| 1954            | Не брали участь    | Не брали участь    | Не брали участь    | Не брали участь    | Не брали участь    | Не брали участь    | Не брали участь    |                 |
| 1958            | 5                  | 6                  | 3                  | 1                  | 2                  | 97                 | 91                 |                 |
| 1961            | Не брали участь    | Не брали участь    | Не брали участь    | Не брали участь    | Не брали участь    | Не брали участь    | Не брали участь    |                 |
| 1964            | Не брали участь    | Не брали участь    | Не брали участь    | Не брали участь    | Не брали участь    | Не брали участь    | Не брали участь    |                 |
| 1967            | 12                 | 3                  | 1                  | 0                  | 2                  | 53                 | 66                 |                 |
| 1970            | 14                 | 3                  | 0                  | 0                  | 3                  | 43                 | 59                 |                 |
| 1974            | 4                  | 6                  | 4                  | 0                  | 2                  | 104                | 86                 |                 |
| 1978            | 6                  | 6                  | 3                  | 0                  | 3                  | 134                | 124                |                 |
| 1982            | 3                  | 7                  | 4                  | 1                  | 2                  | 148                | 143                |                 |
| 1986            | 14                 | 6                  | 2                  | 1                  | 3                  | 134                | 128                |                 |
| 1990            | 11                 | 7                  | 3                  | 0                  | 4                  | 160                | 177                |                 |
| 1993            | Не кваліфікувалися | Не кваліфікувалися | Не кваліфікувалися | Не кваліфікувалися | Не кваліфікувалися | Не кваліфікувалися | Не кваліфікувалися |                 |
| 1995            | Не кваліфікувалися | Не кваліфікувалися | Не кваліфікувалися | Не кваліфікувалися | Не кваліфікувалися | Не кваліфікувалися | Не кваліфікувалися |                 |
| 1997            | Не кваліфікувалися | Не кваліфікувалися | Не кваліфікувалися | Не кваліфікувалися | Не кваліфікувалися | Не кваліфікувалися | Не кваліфікувалися |                 |
| 1999            | Не кваліфікувалися | Не кваліфікувалися | Не кваліфікувалися | Не кваліфікувалися | Не кваліфікувалися | Не кваліфікувалися | Не кваліфікувалися |                 |
| 2001            | Не кваліфікувалися | Не кваліфікувалися | Не кваліфікувалися | Не кваліфікувалися | Не кваліфікувалися | Не кваліфікувалися | Не кваліфікувалися |                 |
| 2003            | 10                 | 7                  | 4                  | 0                  | 3                  | 204                | 189                |                 |
| 2005            | Не кваліфікувалися | Не кваліфікувалися | Не кваліфікувалися | Не кваліфікувалися | Не кваліфікувалися | Не кваліфікувалися | Не кваліфікувалися |                 |
| 2007            | 2                  | 10                 | 8                  | 0                  | 2                  | 310                | 274                |                 |
| 2009            | 3                  | 10                 | 7                  | 0                  | 3                  | 298                | 264                |                 |
| 2011            | 8                  | 9                  | 5                  | 0                  | 4                  | 249                | 236                |                 |
| 2013            | 9                  | 6                  | 4                  | 0                  | 2                  | 153                | 137                |                 |
| 2015            | 3                  | 9                  | 6                  | 0                  | 3                  | 241                | 222                |                 |
| 2017            | 17                 | 7                  | 3                  | 0                  | 4                  | 167                | 173                |                 |
| / 2019          | Не кваліфікувалися | Не кваліфікувалися | Не кваліфікувалися | Не кваліфікувалися | Не кваліфікувалися | Не кваліфікувалися | Не кваліфікувалися |                 |
| 2021            | Не визначено       | Не визначено       | Не визначено       | Не визначено       | Не визначено       | Не визначено       | Не визначено       |                 |
| / 2023          | 15                 | 6                  | 3                  | 0                  | 3                  | 150                | 151                |                 |
| 2025            | 25                 | 7                  | 4                  | 1                  | 2                  | 219                | 198                |                 |
| Загалом         | 0 титулів          | 121                | 78                 | 5                  | 49                 | 3032               | 2891               |                 |

### Чемпіонат Європи
| Рік     | Місце              | І                  | В                  | Н                  | П                  | ГЗ                 | ГП                 |
| ------- | ------------------ | ------------------ | ------------------ | ------------------ | ------------------ | ------------------ | ------------------ |
| 1994    | Не кваліфікувалися | Не кваліфікувалися | Не кваліфікувалися | Не кваліфікувалися | Не кваліфікувалися | Не кваліфікувалися | Не кваліфікувалися |
| 1996    | Не кваліфікувалися | Не кваліфікувалися | Не кваліфікувалися | Не кваліфікувалися | Не кваліфікувалися | Не кваліфікувалися | Не кваліфікувалися |
| 1998    | Не кваліфікувалися | Не кваліфікувалися | Не кваліфікувалися | Не кваліфікувалися | Не кваліфікувалися | Не кваліфікувалися | Не кваліфікувалися |
| 2000    | Не кваліфікувалися | Не кваліфікувалися | Не кваліфікувалися | Не кваліфікувалися | Не кваліфікувалися | Не кваліфікувалися | Не кваліфікувалися |
| 2002    | 15                 | 3                  | 0                  | 0                  | 3                  | 67                 | 83                 |
| 2004    | 16                 | 3                  | 0                  | 0                  | 3                  | 86                 | 109                |
| 2006    | 10                 | 6                  | 1                  | 1                  | 4                  | 163                | 185                |
| 2008    | 7                  | 6                  | 3                  | 1                  | 2                  | 182                | 172                |
| 2010    | 4                  | 8                  | 4                  | 1                  | 3                  | 222                | 221                |
| 2012    | 9                  | 6                  | 3                  | 1                  | 2                  | 173                | 160                |
| 2014    | 6                  | 7                  | 3                  | 0                  | 4                  | 191                | 184                |
| 2016    | 7                  | 7                  | 5                  | 0                  | 2                  | 193                | 194                |
| 2018    | Не кваліфікувалися | Не кваліфікувалися | Не кваліфікувалися | Не кваліфікувалися | Не кваліфікувалися | Не кваліфікувалися | Не кваліфікувалися |
| 2020    | 12                 | 7                  | 2                  | 1                  | 4                  | 193                | 208                |
| 2022    | 12                 | 7                  | 2                  | 1                  | 4                  | 193                | 208                |
| 2024    | 16                 | 3                  | 1                  | 0                  | 2                  | 78                 | 92                 |
| Загалом | 0 титулів          | 59                 | 22                 | 5                  | 32                 | 1621               | 1692               |

## Нагороди
| Змагання         | 1 | 2 | 3 | Всього |
| ---------------- | - | - | - | ------ |
| Олімпійські ігри | 0 | 0 | 1 | 1      |
| Чемпіонат світу  | 0 | 1 | 3 | 4      |
| Чемпіонат Європи | 0 | 0 | 0 | 0      |
| Всього           | 0 | 1 | 4 | 5      |